# 漫画エロトピア
『漫画エロトピア』（まんがエロトピア）はKKベストセラーズ、ワニマガジン社から発行された成人向け漫画雑誌。最初の官能劇画誌とされる。
秋田書店で福井英一『イガグリくん』や梶原一騎／吉田竜夫『少年プロレス王 鉄腕リキヤ』の編集を担当し、芳文社で『コミックmagazine』『漫画パンチ』編集長を務め、中沢啓治『黒い雨にうたれて』を掲載するなど、劇画誌編集者として異彩を放っていた平田昌兵を初代編集長に据え、1973年に『漫画ベストセラー』として創刊。1巻11号から『漫画エロトピア』に誌名変更、1982年1月7・21日合併号より発行をベストセラーズからワニマガジン社に移管、1986年11月号より月2回刊から月刊に変更、2000年に休刊した。
初期は成人向けに特化されていない劇画調の作品が中心で、篠原とおる、平野仁、西岸良平など『ビッグコミック』系で執筆していた作家も寄稿していた。誌名変更後は成人向けハードコア劇画路線に特化し、ふくしま政美『女犯坊』、上村一夫『悪の華』、前田俊夫『超神伝説うろつき童子』といった、アナーキーでエログロバイオレンスな連載漫画が人気を博した他、谷岡ヤスジ、高井研一郎、はらたいら、高信太郎などが執筆していたショートギャグ枠や川上宗薫の官能小説、一村哲也によるヌードグラビアページがあった。
長くハードコア劇画路線を堅持してきたが、刊行ペースを月刊化した1980年代中盤頃から、ロリコン漫画ブームの影響を受け、『超神伝説うろつき童子』もOVA化されたことから、アニメ調の絵柄の作品が中心となっていく。長く横山明によるスーパーリアリズムな女性のイラストだった表紙イラストも、1987年からは遊人が手掛けるようになったが、1996年にHAGA KENと交代した。1999年には韮沢靖が担当したが、この頃には1994年に増刊号として創刊された『COMIC快楽天』の方が主力誌となっており、休刊号の表紙はグラビア写真だった。
初代編集長の平田は後にKKベストセラーズ、ワニマガジン社の社長を歴任。子の昌幸も双葉社『漫画アクション』の編集者となっている。

## 創刊号掲載作品
- 首代引受人（平田弘史）
- パノラマ島奇談（原作：江戸川乱歩、作画：上村一夫）
- 214号の女（篠原とおる）
- 裸の匂い（原作：吉行淳之介、作画：九條禮）
- 狼と豚（かわぐちかいじ）
- ちんぴら（山松ゆうきち）
- まんがぐらんぷり（土屋慎吾）
- 無頼風（川本コオ）

## 主な掲載作品
- 女犯坊（原作：滝沢解、作画：ふくしま政美）
- 悪の華（原作：岡崎英生、作画：上村一夫）
- ギャンブル馬鹿（原作：牛次郎、作画：山松ゆうきち）
- 淫花伝（原作：戸川昌子、脚色：岡崎英生、作画：上村一夫）
- 怪物横丁（原作：滝沢解、作画：小森一也）
- 猛者連ブギ（原作：滝沢解、作画：かわぐちかいじ）
- 血の罠（前田俊夫）
- ちょっと試して（中島史雄）
- 仔猫ちゃんのいる店（中島史雄）
- 突いてくるかい（笹沼傑嗣）
- 超神伝説うろつき童子（前田俊夫）
- 天の男（能條純一）
- 今日からは微熱人（原作：神保史郎、作画：和気一作）
- 燃えよ鉄人（MEE）
- インフィニティ（遊人）
- ちょっとだけツインズ（ねぐら☆なお）
- フェロモンの伝説（佐藤丸美）
- 運命の女神（渋沢さつき）
- ANGEL WITCH（天竺浪人）

## 関連雑誌
- エロトピア・デラックス - 1980年6月、増刊号として創刊。石井隆、谷口ジロー、安部慎一、平野仁などが執筆。1990年頃まで刊行されていた。表紙イラストは本誌と同じく、横山明が担当。
- 男のゲキジョー - 1979年から1980年にかけて刊行。増刊号として創刊されたが、「漫画エロトピアの姉妹誌」と銘打っていた。初期の表紙はグラビア写真だったが、定期刊行後は飯田正美によるフランク・フラゼッタ風のイラストになった。
- YOUNG HiP - 1990年にアクションカメラの増刊として創刊されたが、MEE「燃えよ鉄人」の続編「小鉄の大冒険」が看板作品になるなど、実質的には姉妹誌。後のCOMIC快楽天に繋がっていく美少女漫画路線で、「小鉄の大冒険」の他には、水無月あゆ「獣の列島」、井荻寿一「霊能探偵ミコ」などが長期連載となった。表紙イラストは長く水原マサキが担当したが、末期はいのうえたくやを経てグラビア写真になった。2003年に休刊。
- アクションHiP - 1992年に漫画エロトピア増刊号として、YOUNG HiPから派生する形で創刊。MEE「小鉄の大冒険」を中心に、成人向け要素がないマニア系青年誌として7号まで刊行。作家陣は『Comicクラフト』（白夜書房）や『コミックマスター』（ホビージャパン）の出身者が多く、休刊後は、伊藤明弘「ベル☆スタア強盗団」が『月刊コミックドラゴン』（富士見書房）、うたたねひろゆき「禍神風塵帖」が『月刊コミック電撃大王』（メディアワークス）、日生かおる「ブルヴァール」が『ヤングキングアワーズ』（少年画報社）へそれぞれ移籍し、看板作品の「小鉄の大冒険」はYOUNG HiPに復帰した。
- コミックライジン - アクションHiPの休刊と入れ替わる形で、漫画エロトピア増刊号として1993年5月から1994年6月まで8冊刊行された隔月誌。成人向け要素がないマニア系青年誌に近い体裁だが、作家陣はアクションHiPとまったく異なる。COMIC快楽天の前身雑誌。
- COMIC快楽天 - 1994年に漫画エロトピア9月8日増刊号として創刊した雑誌。現在のワニマガジン社の主力誌。
- COMIC激漫 - 1996年に漫画エロトピア増刊号として刊行開始。2000年に独立創刊。2001年休刊。隔月刊。
- コミックワル蔵 - 2002年にCOMIC激漫の後継誌として創刊。2号で休刊。